# Huanta

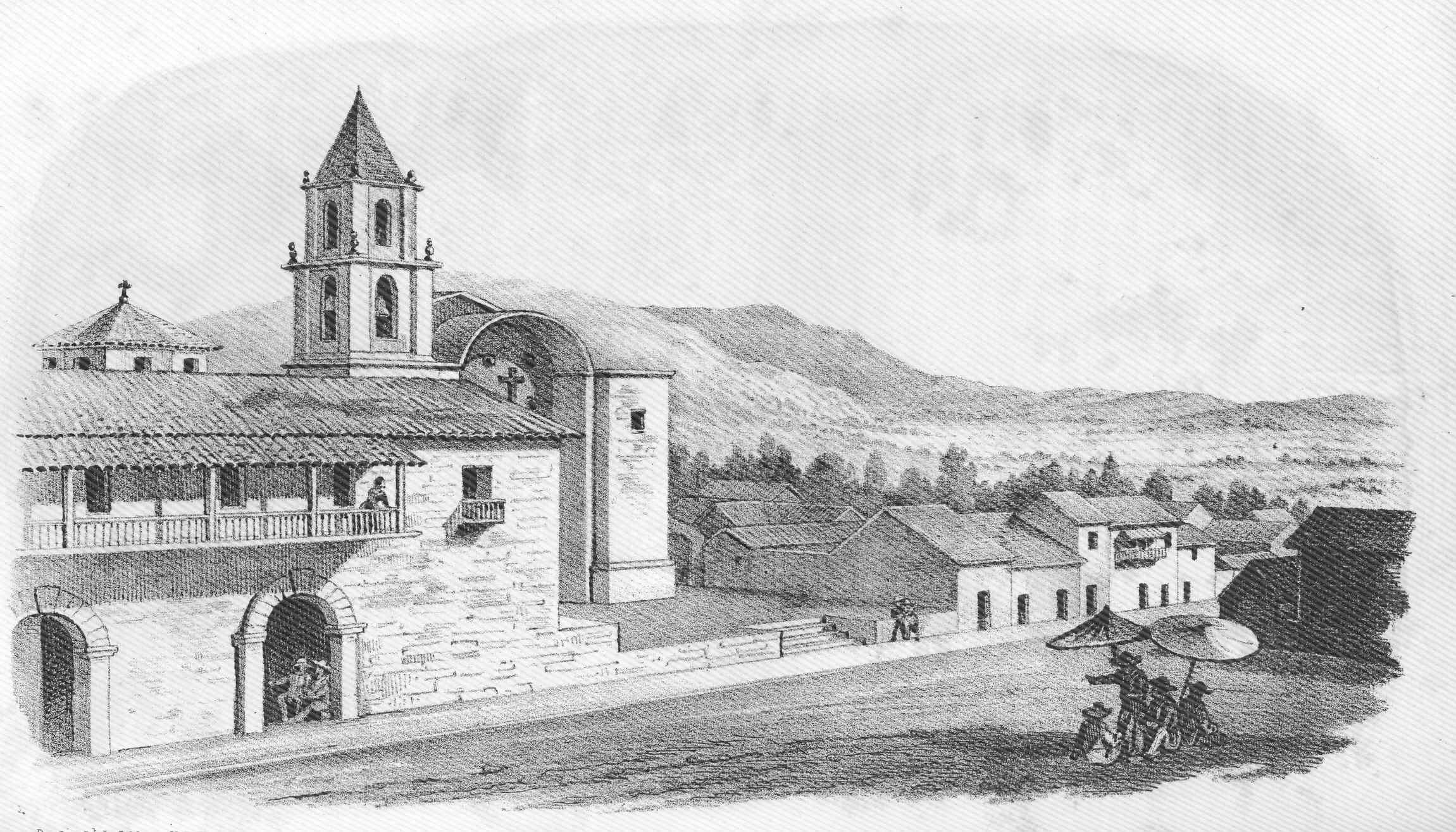
Huanta 1854, Blick nach Süden. Zeichnung des US-Marineoffiziers William Lewis Herndon

Huanta, auf Chanka-Quechua Wanta ist die Hauptstadt der Provinz Huanta im äußersten Norden der Region Ayacucho wie auch Verwaltungssitz des Distrikts Huanta.
Huanta liegt 25 km Luftlinie und 47,7 Straßenkilometer nördlich der Regionshauptstadt Huamanga (Ayacucho) auf einer Höhe von 2627 m über dem Meeresspiegel (msnm) und hat ein gemäßigt warmes Klima. Mit 31.757 Einwohnern (Zensus 2017) ist Huanta nach Huamanga die zweitgrößte Stadt der Region Ayacucho. 10 Jahre zuvor lag die Einwohnerzahl bei 26.026.

## Geschichte
Bekannt ist Huanta für die Studentenrebellion des Jahres 1969 gegen die Einführung von Studiengebühren durch die Regierung Juan Velasco Alvarado, bei der von der Fallschirmjäger-Polizeieinheit Sinchis mindestens 20 Menschen getötet wurden, die aber zu einer Rücknahme des Dekrets führte. Der von hier stammende Professor Ricardo Dolorier Urbano (* 1935) schrieb kurz darauf in Erinnerung der Ereignisse das Lied „Flor de Retama“.
Huanta gehört zu den Städten, in denen während des bewaffneten Konflikts in Peru in den 1980er und 1990er Jahren die meisten Menschen starben. Nach den von der Kommission für Wahrheit und Versöhnung registrierten Augenzeugenberichten waren 47,4 % der namentlich registrierten Todesopfer aus Ayacucho und von diesen über die Hälfte – 5186 Tote und „Verschwundene“ – aus den Provinzen Huanta und La Mar.

## In Huanta geboren
- Artemio Huillca Galindo (1923–2008), peruanischer Quechua-Dramatiker
- Porfirio Meneses Lazón (1915–2009), peruanischer Quechua-Schriftsteller
- Teodoro Meneses Morales (1915–1987), peruanischer Linguist und Quechua-Schriftsteller
- Federico Richter Fernandez-Prada (1922–2011), peruanischer Priester
- Magaly Solier Romero (* 1986), peruanische Schauspielerin, Dichterin und Sängerin
- Clodoaldo Soto Ruiz, peruanischer Linguist für Chanka-Quechua und Autor